# پاتریک هورلیمان
پاتریک هورلیمان (انگلیسی: Patrick Hürlimann؛ زادهٔ ۹ ژوئیهٔ ۱۹۶۳) ورزشکار کرلینگ اهل سوئیس بود.